# سلام (آلبوم سامی یوسف)
سلام (به انگلیسی: Salaam) چهارمین آلبوم رسمی استودیویی از خواننده مسلمان سامی یوسف است. نسخه فیزیکی این آلبوم در تاریخ ۲۲ دسامبر، ۲۰۱۲ توسط ETM international منتشر شد در حالی که نسخه دیجیتال آن در تاریخ ۲۴ دسامبر منتشر شد. آلبوم سلام مثل بقیه آلبومهای سامی یوسف به سبک Spiritique، سبک موسیقی ابداعی سامی یوسف می‌باشد. سامی یوسف اخیراً در اوایل آوریل سال میلادی برای رونمایی از آلبوم سلام وارد ترکیه شد و رونمایی از این آلبوم با حضور گسترده ۱۵ هزار نفر در بزرگترین بندر بین‌المللی ترکیه، آنتالیا، و تشکیل صف‌های چند مایلی در جلسه امضای آلبوم سلام، بزرگترین و بهترین مراسم از نوع خود تاکنون بوده است. آلبوم سلام در جنوب شرقی آسیا از فروش بسیار خوبی برخوردار شد، در منطقه خاورمیانه و شمال آفریقا به موقعیت پرفروشی دست یافت و اخیراً در ترکیه نیز بسیار پرفروش بود.

## مشخصات آلبوم

### قطعات صوتی
این آلبوم ۱۶ قطعه دارد که آهنگسازی همه قطعات به غیر از قطعه «TO GUIDE YOU HOME» توسط سامی یوسف انجام شده است.
| #  | اسم (به فارسی)                              | الاسم (به انگلیسی)                                | طول قطعه |
| -- | ------------------------------------------- | ------------------------------------------------- | -------- |
| ۱  | شادی                                        | Happiness                                         | ۰۳:۲۰    |
| ۲  | سلام                                        | Salaam                                            | ۰۴:۴۲    |
| ۳  | لبخند                                       | Smile                                             | ۰۳:۵۷    |
| ۴  | منبع                                        | The Source                                        | ۰۳:۴۷    |
| ۵  | سرزمین خشک                                  | Dryer Land                                        | ۰۴:۲۹    |
| ۶  | این یک بازی است                             | It's A Game                                       | ۰۳:۳۷    |
| ۷  | راهنمایی به سوی خانه                        | To Guide You Home                                 | ۰۳:۴۱    |
| ۸  | وعده‌های فراموش شده                          | Forgotten Promises                                | ۰۴:۱۵    |
| ۹  | یاد تو                                      | Ala Bi Dikhrika (الا بذکرک)                       | ۰۳:۲۷    |
| ۱۰ | من امید شما هستم                            | I'm Your Hope                                     | ۰۲:۴۵    |
| ۱۱ | تمام نیاز من                                | All I Need                                        | ۰۳:۳۸    |
| ۱۲ | ندایت را می‌شنوم                             | Hear Your Call                                    | ۰۴:۲۹    |
| ۱۳ | هر کجا که هستی (صوتی - عربی) هدیه           | Wherever You Are (Acoustic - Arabic) Bonus        | ۰۳:۵۴    |
| ۱۴ | بدون تو (صوتی - عربی) هدیه                  | Without You (Acoustic - Arabic) Bonus             | ۰۴:۵۱    |
| ۱۵ | راهنمایی به سوی خانه (بی‌کلام) هدیه          | To Guide You Home (Instrumental) Bonus            | ۰۲:۳۴    |
| ۱۶ | سرزمین خشک (همراه استاد بابک رادمنش) - هدیه | Dryer Land (Feat. Ustadh Babak Radmanesh) - Bonus | ۰۴:۲۹    |

### موزیک ویدئو
- ندایت را می‌شنوم[۴]
- من امید شما هستم[۵]
- وعده‌های فراموش شده[۶]
- یاد تو[۷]
- این یک بازی است[۸]
- هر کجا که هستی (صوتی - نسخه عربی) هدیه[۹]
- هر کجا که هستی (صوتی - نسخه فارسی) هدیه[۱۰]
- هر کجا که هستی (صوتی - نسخه بین‌المللی) هدیه[۱۱]
- تمام نیاز من[۱۲]

## همکاری سامی یوسف با پدرش
از نکات جالب توجه این اثر همکاری سامی یوسف با پدر خود، بابک رادمنش هنرمند مطرح موسیقی ایرانی است که در قطعه "سرزمین خشک" با وی همخوانی کرده و در قطعه‌ای دیگر "تمام نیاز من" سروده وی به فارسی را سامی یوسف خوانده است، همچنین این خواننده در آلبوم «سلام» قطعه آذری «کوچه لره سو سپمیشم» را به انگلیسی بازخوانی کرده و آهنگ بی کلام این اثر قدیمی را به عنوان قطعه آخر آلبوم انتخاب کرده است. در این آلبوم یک قطعه موجود است که سامی یوسف با هم خوانی پدر بابک رادمنش ساخته شده است. این قطعه "سرزمین خشک" نام دارد و موسیقی آن را سامی یوسف ساخته است. کلام انگلیسی آن سرودهٔ Will Knox است و بخش فارسی آن نیز توسط بابک رادمنش سروده شده است.